# Anagallis monelli
Anagallis monelli conhecida por morrião azul,morrião perene, morrião das areias, é uma planta vivaz herbácea ou lenhosa, podendo atingir 50 cm de altura, verticalmente, ascendente ou deitada. Tem as folhas opostas, as superiores surgem em verticilos de 3, 4 ou 5, sem pecíolo de forma ovada a linear. Vive em locais secos e descampados e nas dunas interiores fixas, onde é abundante.
A flor pode ser azul, alaranjada ou branca.